# AC Vila Meã
El AC Vila Meã es un equipo de fútbol de Portugal que juega en la Liga Regional de Oporto, la quinta división nacional.

## Historia
Fue fundado el 2 de septiembre de 1944 en el municipio de Vila Mea del Distrito de Oporto y está afiliado a la Asociación de Fútbol de Oporto. En su historial cuenta con dos apariciones en la desaparecida II Divisão entre 2006 y 2008, además de jugar 3 temporadas en la desaparecida Tercera División de Portugal.
El club también ha participado en algunas ocasiones en la Copa de Portugal en su mayoría a inicios del siglo XXI, teniendo su mejor participación en la edición de 2005/06 en la que avanzó hasta los octavos de final.

## Palmarés
- III Divisão (1): 2005/06
- AF Porto Divisão de Honra (2): 2004/05, 2020/21
- Segunda División de Oporto (1): 2003/04